# مارک اندروز (فیلم‌ساز)

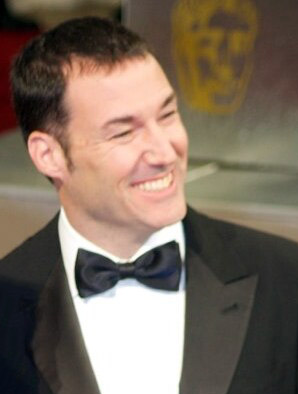
مارک اندروز

مارک اندروز (انگلیسی: Mark Andrews؛ زادهٔ ) یک کارگردان اهل ایالات متحده آمریکا است.